# Николаос Кусидис
Николаос Филипу Кусидис (на гръцки: Νικόλαος Φιλίππου Κουσίδης) е гръцки политик, деец на Гръцката въоръжена пропаганда в Македония, пръв гръцки кмет на Гревена.

## История
Роден е в 1862 година в загорското село Цепелово. В 1885 година завършва училището Зосимеа в Янина. Учи в Юридическия факултет на Атинския университет, от който се дипломира през 1890 и до 1895 г. работи като адвокат в Янина. В 1895 година се установява в Гревена, където работи като адвокат и търговец. Служи като ефор на училищата и на общината до 1912 година. Включва се в гръцката пропаганда в Македония като агент от първи ред. Арестуван е от властите на 13 май 1906 година заедно с Георгиос Бусиос, Спирос Евтимиадис (адвокат), Томас Ат. Илияс и Йоанис Кинамиотис и е затворен в Битоля в продължение на 40 дни.
През първата половина на декември 1906 г. е арестуван отново пак с Георгиос Бусиос и затворен в Битоля, след залавяне на писма на гръцки чети. Съдени са от специалния съд в Битоля на 17 февруари 1907 и е осъден на три години затвор. След 13 месеца затвор, благодарение на намеса на приближени на Хюсеин Хилми паша и австрийския представител Александер Опенхаймер и патриарх Йоаким III Константинополски, са амнистирани от султана на 2 януари 1908 г.
Назначен за кмет на Гревена по време на Балканската война от Стефанос Генадис, командира на частта освободила Гревена на 16 октомври 1912 г. През януари 1913 г. е назначен от правителството за управител (епарх) на епархия Сятища, но поради влошеното си от затвора здраве, заминава за Атина на лечение, където умира през май 1914 година.